# Staromieście (Rzeszów)
Staromieście – część Rzeszowa, dzielnica niestanowiąca jednostki pomocniczej gminy, położona na północ od centrum miasta.
Obejmuje ona część osiedla 1000-Lecia oraz osiedle Staromieście. Mieści się wzdłuż dróg wylotowych z miasta w kierunku Lublina i Warszawy. Od południa ogranicza ją linia kolejowa nr 91 (Kraków – Medyka), od zachodu linia nr 71 (Rzeszów - Tarnobrzeg), od wschodu Wisłok, a od północy granica miasta (z wsiami Zaczernie oraz Trzebownisko). Przepływają przez nią rzeka Wisłok, potok Przyrwa i strumyk Krzypopa. Główne ulice to: Lubelska, Warszawska, Marszałkowska i Staromiejska oraz aleja Wyzwolenia.
Wieś szlachecka Staromiesczie, własność Ligęzów, położona była w 1589 w ziemi przemyskiej województwa ruskiego.

## Układ przestrzenny
Jako dzielnica Staromieście wchłaniane było przez Rzeszów w dwóch etapach:
- w 1902 przyłączono historyczną, niewielką południową część (rejon ronda Jana Pawła II) wraz z sąsiednią, samodzielną gminą Ruska Wieś, która łączyła Rzeszów i Staromieście
- w 1951 resztę sołectwa, aż po Miłocin

Widoczne jest to w niejednolitym układzie urbanistycznym. Jest to jedna z nielicznych dziś dzielnica miasta, która pomimo licznych planów urbanistycznych i długiego okresu przynależności do Rzeszowa zachowała w dużej mierze swoją wiejską, postruralistyczną zabudowę i układ przestrzenny. Jest to tzw. wieś placowa (okolnica), typowa dla Nadłabia i Czech, tak więc ślady te mogą świadczyć o osadnictwie Głuchoniemców w tym rejonie. Układ przestrzenny tego typu widoczny jest wzdłuż ulic Staromiejskiej i Prusa, które tworzą okolnicę.
Natomiast na południe od Staromieścia, na historycznym terenie gminy Ruska Wieś, zwanym jednak powszechnie i nieodmiennie już od lat międzywojennych raczej błędnie „Staromieściem”, dominuje zabudowa blokowa z lat 70. z budynkami do wysokości 4 pięter, wyjątek stanowią blok przy ul. Warszawskiej (tzw. „szafa”) i kompleks czterech 10-piętrowych bloków przy ul. Sienkiewicza. W samej dzielnicy dominuje zabudowa jednorodzinna. Niewielkie osiedle bloków położone jest przy ul. Kolorowej. 

## Historia

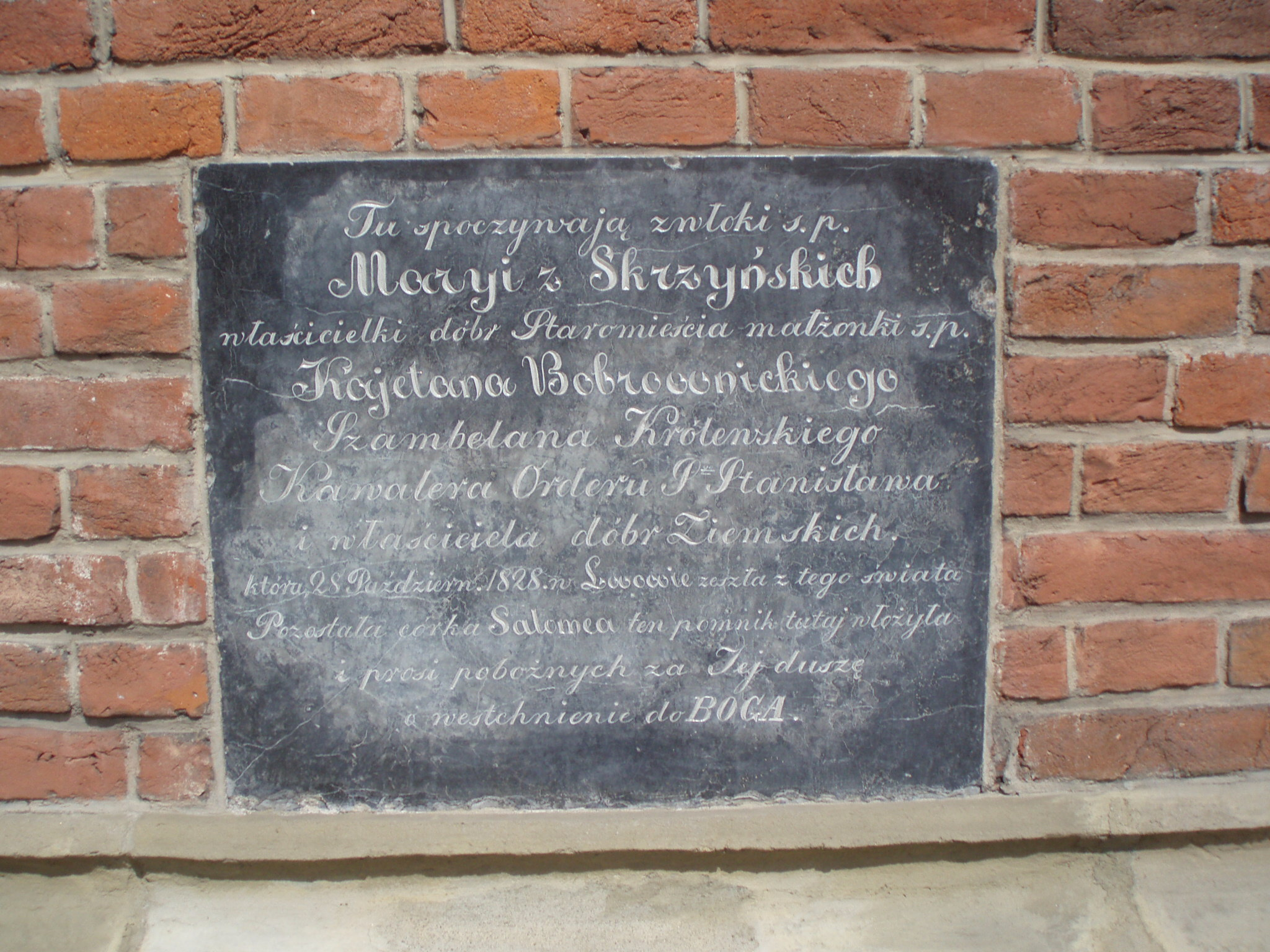
Tablica pamiątkowa poświęcona Marii de domo Skrzyńskiej Bobrowiczowej umieszczona na kościele świętego Józefa Robotnika na Staromieściu.

Na terenie Staromieścia istniało przedlokacyjne miasto Rzeszów, stąd też Staromieście w niektórych opracowaniach nazywa się Starym Rzeszowem, Antiqua Reschow, a do końca XVIII wieku nawet Starym Miastem. Znaleziska potwierdzają nawet wcześniejsze osadnictwo w okresie wpływów rzymskich. Kazimierz Wielki wraz z nadaniem praw miejskich w 1354 r. darował Rzeszów Janowi Pakosławicowi, który przeniósł miasto w miejsce dzisiejszego rynku. W miarę upływu czasu osiedle nabrało cech wsi podmiejskiej.
Staromieście posiadało wybitnie rolniczy charakter, do początków wieku XVIII stanowiło część włości rzeszowskich, należących do Lubomirskich. W roku 1726, po śmierci H. A. Lubomirskiego jego majątek rozparcelowano między 3 synów, wedle tego podziału Staromieście przypadło Jerzemu Ignacemu. Po śmierci włość odziedziczył jego syn Teodor, w trakcie gdy nad Rzeszowem faktyczną pieczę sprawowała jego macocha Joanna de domo Stein. Teodor Lubomirski i jego żona Eleonora Małachowska umiarli bezdzietnie.
Skomplikowana sytuacja spadkowa wymusiła przejęcie majątku przez Joannę i jej syna Franciszka Grzegorza. Ich nieumiejętne gospodarowanie majątkiem spowodowało, że zostali zmuszeni do sprzedaży znacznej jego części. Wtedy Rzeszów przestał być miastem prywatnym, a Staromieście na skutek licytacji z 1791 roku stało się własnością Ignacego Skrzyńskiego. Poprzez ślub Marii Skrzyńskiej z Kajetanem Bobrownickim Staromieście kolejny raz zmieniło właściciela. W rodzinę Bobrownickich wżenił się znany polski architekt - Tadeusz Stryjeński i to właśnie jemu przypisuje się przekonanie rodziny Jędrzejowiczów do kupna nowych posiadłości i wybudowania pałacu jego projektu. Jędrzejowiczowie już wcześniej dysponowali znacznym majątkiem w okolicach Rzeszowa (28 wsi), choć na stałe mieszkali we Lwowie. Ostatecznie Adam Jędrzejowicz nabył majątek na Staromieściu w połowie XIX wieku. Znaczną jego cześć rozparcelował i sprzedał, dla siebie pozostawił znaczną jednak część, przeznaczoną na nowy park i pałac, który ukończono w 1883 roku. Majątek stracili w 1944 roku.
Do wieku XX istniał w pobliżu, na północnym skraju Rzeszowa, duży folwark należący do właścicieli wsi – Jędrzejowiczów. Na terenie Staromieścia znajduje się zabytkowy kościół parafialny pw. św. Józefa, wybudowany w początku XX w. w miejscu przynajmniej dwu poprzednich (ostatni barokowy, murowany?). Historia samej parafii sięga wieku XV, kiedy na Staromieściu istniał również prawosławny monaster św. Jana Chrzciciela i zapewne jedna z trzech ówczesnych rzeszowskich cerkwi.

## Zwyczaje ludowe

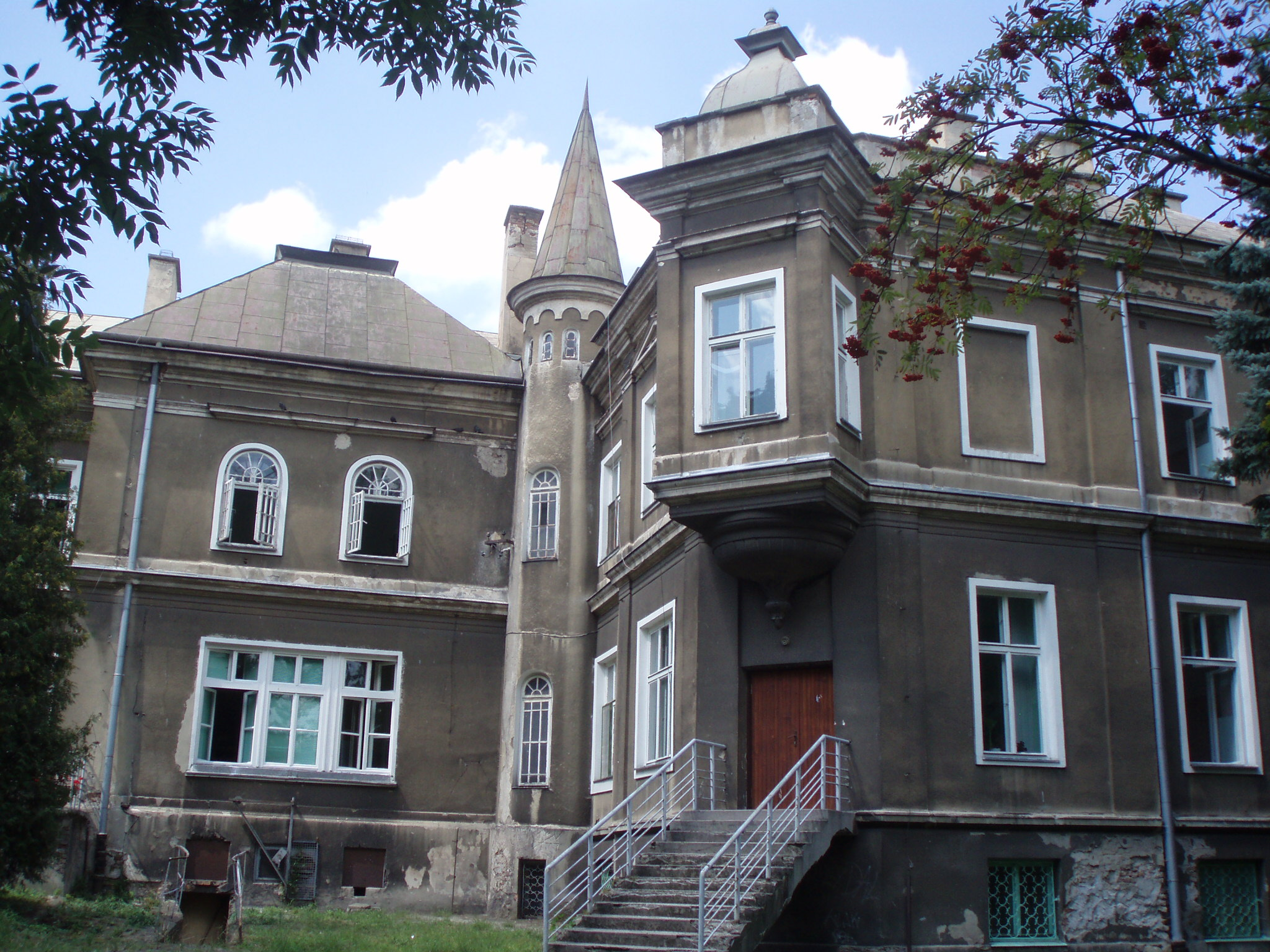
Pałac Jędrzejowiczów (proj. T. Stryjeński, wybudowany w latach 1879 – 1883

Wieś Staromieście cechowały odmienne od rzeszowskich zwyczaje i stroje ludowe. Stworzono również specjalne formuły, które wygłaszano w trakcie ludowych rytuałów i obrzędów, jak np. w trakcie osłębów (zalotów, swatania). Wówczas ojciec młodego, lub jego młodszy brat udawał się do domu panny młodej i mówił:

Psysłali mnie tu nasi do wasych.
Cy docie wase wyscyzyche za nasego dyrdunia?
Docie, cy nie docie?
Jak nom docie, odkreńciwa, jak nom nie docie, to nie odkreńciwa;
a jak nie docie, to nom prendko odpowidzcie, a dali pojedziewa, a potem pewnikiem dostaniewa.

Następnie w zależności od tego, czy kandydat na męża był odpowiedni, czy nie, swatowa prowadziła ze swatem pewnego rodzaju dialog oparty na ludowych formułach. Wówczas również dochodziło do ustaleń dotyczących ślubu. Całość przypieczętował toast wzniesiony wódką (wyscyzychną) przyniesioną przez wysłannika pana młodego.
Odmienny jest również strój ludowy. Wprawdzie nie jest on wyróżniany jako grupa typowa dla całej społeczności rzeszowiaków (istnieją trzy regiony kostiumologiczne: rzeszowski, łańcucki i przeworski), ale różni się istotnie detalami i posiada swoją lokalną specyfikę. Mechanizm ten analogiczny jest do zdobnictwa strojów góralskimi parzenicami (różne dla różnych wsi, stanów cywilnych, wieku etc.)

## Edukacja

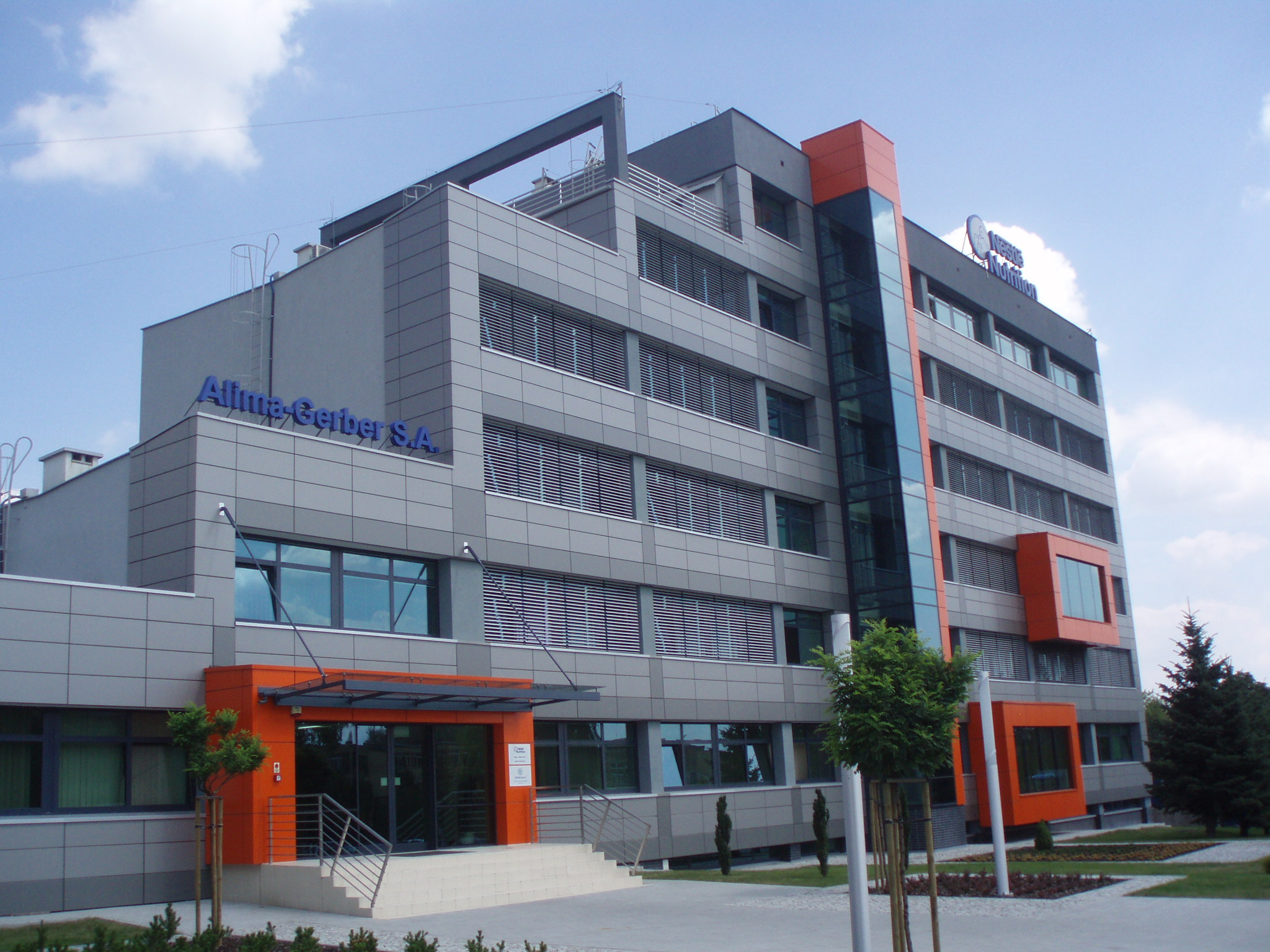
Fabryka „Alima-Gerber” (zał. 1928 r.), od 2007 wchodzi w skład Nestlé

- Przedszkole Publiczne nr 6 (ul. Skrajna)
- Przedszkole Publiczne nr 15 (ul. Kochanowskiego)
- Przedszkole Publiczne nr 16 (ul. Kochanowskiego)
- Szkoła Podstawowa nr 13 im św. Jana Kantego (ul. Skrajna)
- Szkoła Podstawowa nr 19 im Piotra Skargi (ul. Piotra Skargi)
- Gimnazjum nr 10 im. Tadusza Kościuszki (ul. Partyzantów)
- Zespół Szkół Spożywczych im. Tadeusza Rylskiego (ul. Warszawska)
- Zespół Szkół Samochodowych im. Obrońców Westerplatte (ul. Warszawska)
- Instytut Fizjoterapii UR (ul. Warszawska)

## Komunikacja
Przystanki kolejowe Rzeszów Zachodni i Rzeszów Staromieście

## Instytucje
Zarząd MPK Rzeszów, Państwowa Inspekcja Pracy, II Urząd Skarbowy, Krajowy Rejestr Sądowy

## Przemysł i handel
Początkowo wieś stanowiła ważny punkt na mapie rolniczej, ze względu na istniejący folwark. Wygodne ulokowanie w rozwidleniu Przyrwy i Wisłoka umożliwiało spławianie wielu towarów, zarówno do pobliskiego miasta, jak i zgodnie z nurtem w kierunku północnym. W początkach XX wieku istniały tu 2 młyny, które mełły pszenicę i mączkę kostną (Młyn Kleina i Reicha). W latach 30. XX wieku w Rzeszowie powstała fabryka cukierków „Alima”, po wojnie zrezygnowano z produkcji słodyczy na rzecz soków i przecierów owocowo-warzywnych. Nowy zakład powstał przy ul. Maczka (Alima-Gerber Nestle). Przy ul. Trembeckiego znajduje się jedna z 3 fabryk lodów Koral (pozostałe w Nowym Sączu i Limanowej). Przy tej samej ulicy niegdyś swoją przetwórnię miały zakłady mięsne Res-Mięs, obecnie siedziba firmy (przy skrzyżowaniu z ul. Siemieńskiego) została zaadaptowana na potrzeby II Urzędu Skarbowego w Rzeszowie. Po wyburzeniu dawnych hal kompleksu fabrycznego, w 2008 roku zapowiedziano budowę Osiedla „Wisłok”.

## Zabytki
- Kościół św. Józefa
- Pałac Jędrzejowiczów
- Kapliczka cmentarna (XVII w.)
- „Czarny Krzyż” (1888 rok)

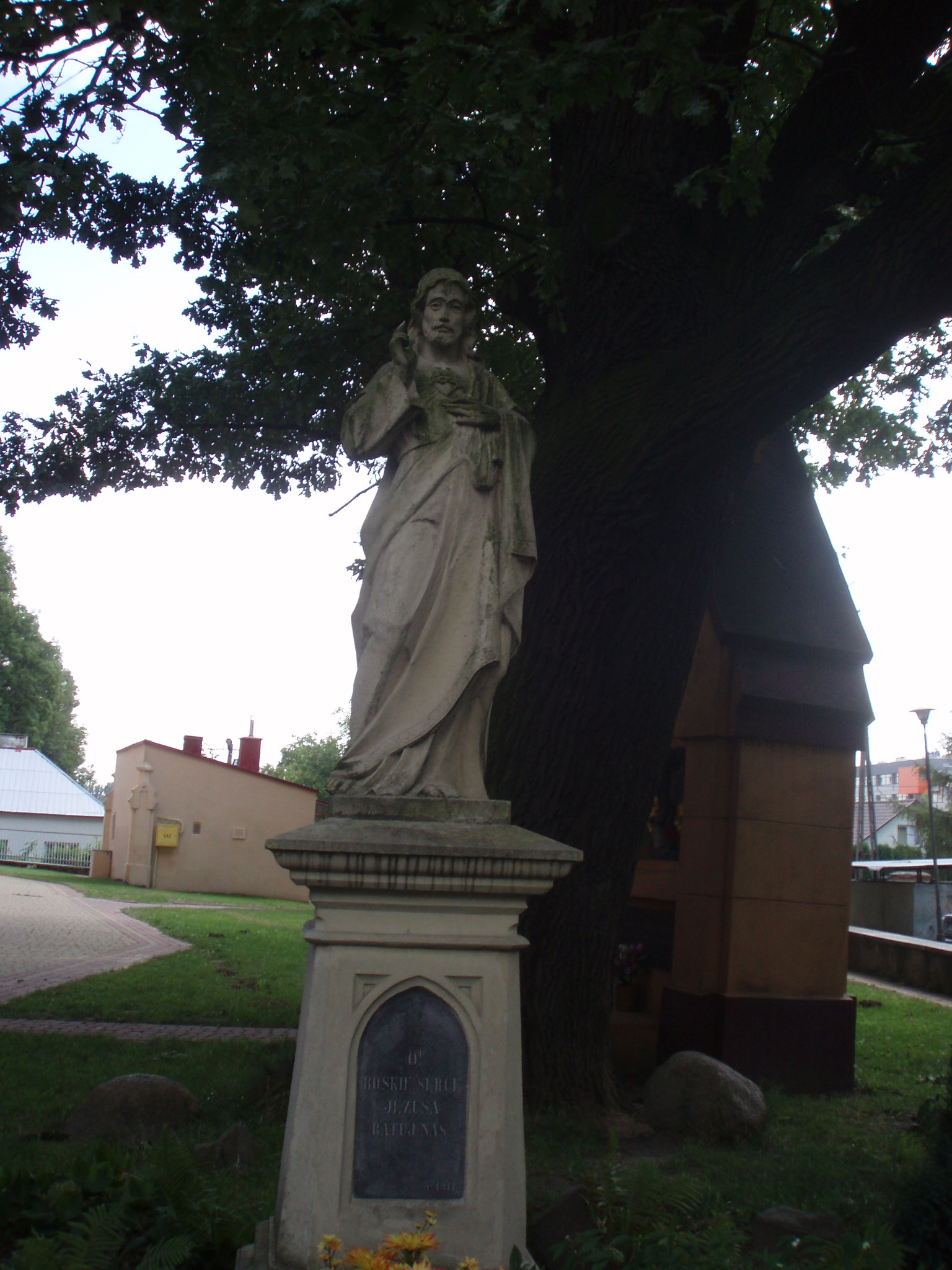
Jedna z zabytkowych kapliczek, ta znajduje się bezpośrednio przy kościele i pochodzi z 1911 roku

- Kapliczka przy ul. Staromiejskiej (1898 rok)
- Kaplica Matki Bożej Różańcowej (1907 rok)
- Pomnik Grunwaldu / Kapliczka Matki Boskiej Królowej Polski (1910 rok)